# El reportero de la calle 42
El reportero de la calle 42 (título original: Street Smart) es una película de 1987 dirigida por Jerry Schatzberg y protagonizada por Christopher Reeve, Morgan Freeman, Mimi Rogers y Kathy Baker.
Por su papel en esta película, Morgan Freeman fue nominado a un Premio de la Academia como "Mejor actor de reparto", lo que impulsó su carrera.

## Reparto
| Actor               | Personaje                    |
| ------------------- | ---------------------------- |
| Christopher Reeve   | Jonathan Fisher              |
| Morgan Freeman      | Leo Smalls, Jr. "Fast Black" |
| Kathy Baker         | Punchy                       |
| Mimi Rogers         | Alison Parker                |
| Andre Gregory       | Ted Avery                    |
| Jay Patterson       | A.D.A. Leonard Pike          |
| Anna Maria Horsford | Harriet                      |
| Erik King           | Reggie                       |
| Shari Hilton        | Darlene                      |
| Rick Aviles         | Solo                         |

## Premios

### Premios Oscar
| Año  | Categoría              | Persona        | Resultado |
| ---- | ---------------------- | -------------- | --------- |
| 1987 | Mejor Actor de Reparto | Morgan Freeman | Candidato |

### Premios Globo de Oro
| Año  | Categoría              | Persona        | Resultado |
| ---- | ---------------------- | -------------- | --------- |
| 1987 | Mejor Actor de Reparto | Morgan Freeman | Candidato |